# Route 42 (Alberta)
La Route 42 est une route de 44 km (27 mi) dans le centre de l'Alberta. Elle relie la route 2A à Penhold, environ 9 km (5,6 mi) au sud de Red Deer à la route 21 près de Lousana,.

## Intersections majeures
| Municipalité rurale / spécialisée | Ville     | km          | Destinations                              | Notes                                                        |
| --------------------------------- | --------- | ----------- | ----------------------------------------- | ------------------------------------------------------------ |
| Comté de Red Deer                 | Penhold   | 0,00        | AB-592 ouest                              | Accès à l'Aéroport régional de Red Deer; carrefour giratoire |
| Comté de Red Deer                 | Penhold   | 0,00        | AB-2A – Red Deer, Innisfail               | Accès à l'Aéroport régional de Red Deer; carrefour giratoire |
| Comté de Red Deer                 |           | 4,00        | AB-2 – Edmonton, Red Deer, Calgary        | Échangeur; sortie 384 de l'AB-2                              |
| Comté de Red Deer                 | 5,60      | AB-791 sud  | Terminus nord de l'AB-791                 |                                                              |
| Comté de Red Deer                 | 25,90     | AB-816 nord | Terminus ouest du multiplex avec l'AB-816 |                                                              |
| Comté de Red Deer                 | Pine Lake | 27,60       | AB-816 sud                                | Terminus est du multiplex avec l'AB-816                      |
| Comté de Red Deer                 |           | 44,00       | AB-21 – Bashaw, Camrose, Three Hills      |                                                              |
| - Terminus de multiplex           |           |             |                                           |                                                              |